# 沙坑 (嘉義縣)
沙坑，原寫為沙坑仔，是臺灣嘉義縣竹崎鄉的一個傳統地域名稱，位於該鄉北部偏西地帶。相較於今日行政區，其範圍大致包括沙坑村、坑頭村、獅埜村東半葉的北部邊界地帶、復金村西北部邊界地帶中段。

## 歷史
台灣日治初期，沙坑地區為一街庄（舊制街庄），稱為「沙坑仔庄」，隸屬於打貓東下堡。該庄西北邊一小段與葉仔藔庄為鄰，北與雙溪庄、大草埔庄為鄰，東及東南與覆鐤金庄、羗仔科庄為鄰，南邊及西邊為獅仔頭庄。
1901年（日治明治三十四年）11月11日，全台設置二十廳，該庄隸屬於嘉義廳。1904年（明治三十七年）2月15日，該庄編入「大崎腳區」，隸屬於嘉義廳。1909年（明治四十二年）10月25日，全台整併二十廳為十二廳，該庄仍隸屬於嘉義廳。1910年（明治四十三年）1月18日，各區管轄區域調整，該庄仍隸屬於嘉義廳的「大崎腳區」。
1920年（大正九年）10月1日，全台廢十二廳改設五州二廳，該庄改制並簡化為「沙坑」大字，隸屬於臺南州嘉義郡竹崎庄（新制街庄）。
戰後竹崎庄改制為竹崎鄉，隸屬於臺南縣，大字亦改制為村。1950年（民國39年）10月，雲、嘉、南分治，竹崎鄉改隸屬於嘉義縣。

## 聚落
本地區發展較早的聚落有大竹圍、水坑仔、目沙藔、內山坑、坑頭（坑頭厝）等，在日治期初期的官方地圖上已有記載。此外，本地區尚有芎蕉湖聚落。

## 交通
省道台3線俗稱「內山公路」，是臺北至屏東的幹道，經過本地區東部的坑頭厝聚落及芎蕉湖聚落東郊。由該道路北行可前往梅山鄉、雲林縣古坑鄉、斗六市、林內鄉等地；南行可前往竹崎鄉竹崎市區、番路鄉西北部、中埔鄉、番路鄉南部、大埔鄉等地。
鄉道嘉108線是新庄仔至沙坑的道路。
鄉道嘉112線是沙坑至坑頭厝的道路。
鄉道嘉179線是火炭埔至溪角的道路。

## 學校
- 沙坑國小